# روغن‌ماهی سیاه
روغن‌ماهی سیاه (نام علمی: Erilepis zonifer) نام یک گونه از تیره شبدیزماهیان است.